# La Birraria Svizzera
La Grande Birraria Svizzera era un caffè letterario, ristorante e birreria, con deposito di birra di Monaco di Baviera, situato nel centro storico di Catania. Lo stile architettonico era eclettico, di gusto classico-barocco: era stato progettato da Paolo Lanzerotti e constava di due ampi saloni. Fondata nel 1890 dai fratelli Tscharner, svizzeri d'origine e catanesi d'adozione, si trovava alle spalle di Via Etnea nel lato occidentale del Palazzotto Biscari alla Collegiata, con l'ingresso su piazza San Nicolella.
La Grande Birraria Svizzera era il ritrovo preferito da intellettuali e giornalisti, ma anche dai commercianti, negozianti, funzionari della dirimpettaia "Posta e Telegrafi", al posto della quale oggi vi è la Questura della Polizia. Tra gli assidui frequentatori vi furono Nino Martoglio, Vitaliano Brancati, Federico De Roberto, Giovanni Verga, Luigi Capuana, Ercole Patti, Francesco Guglielmino.
Il 29 maggio del 1915 la Grande Birraria Svizzera si trasferì in una nuova sede, la seconda, che si trovava nel Palazzo Tezzano in Via Etnea 141, costruito anch'esso in stile eclettico classico-barocco, e progettato sempre dall'architetto Paolo Lanzerotti. In seguito, questa sede della Grande Birraria Svizzera si trasformò nel famoso Gran Caffè Lorenti.

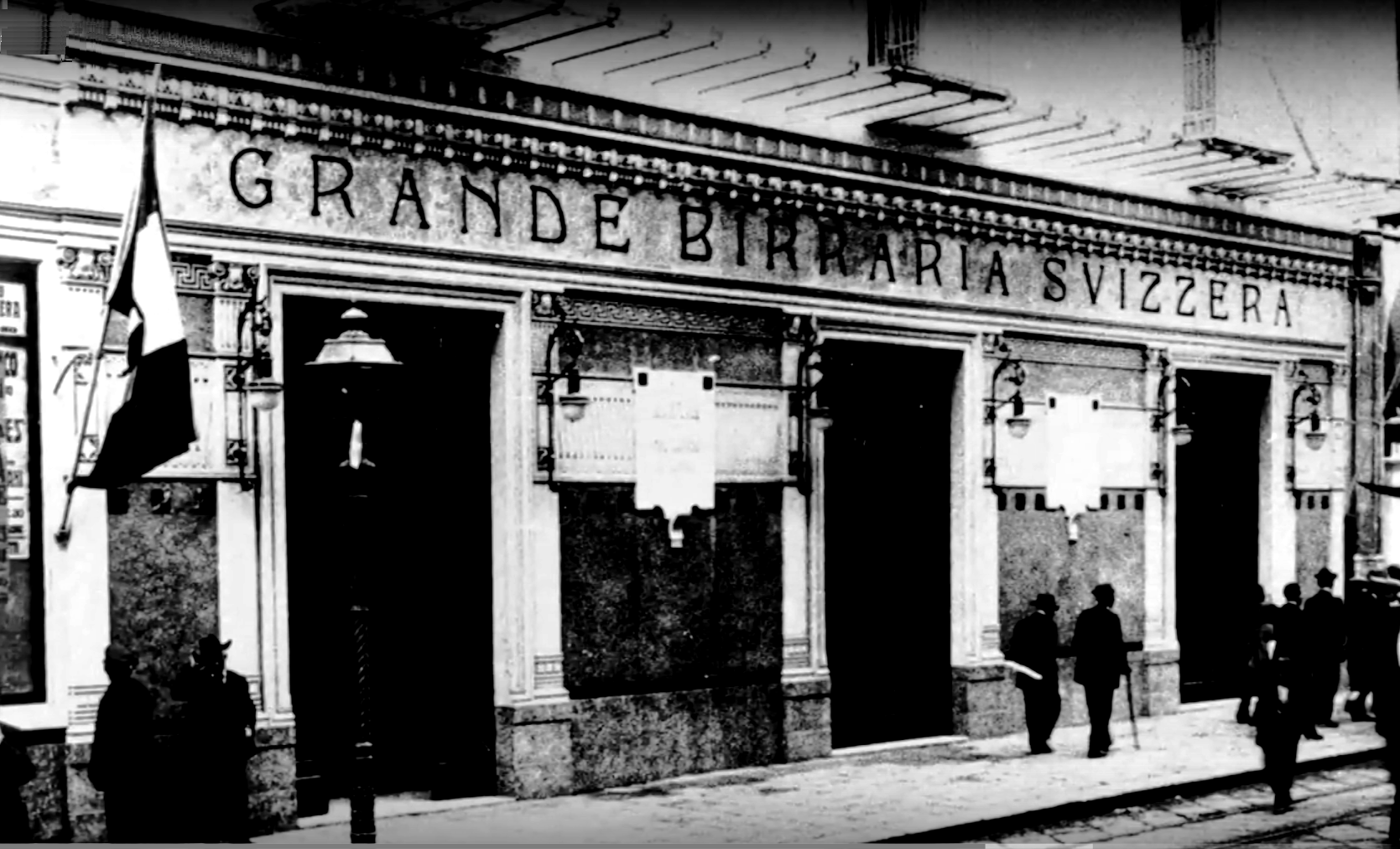
Catania, La Grande Birraria Svizzera, facciata.